# 修脚

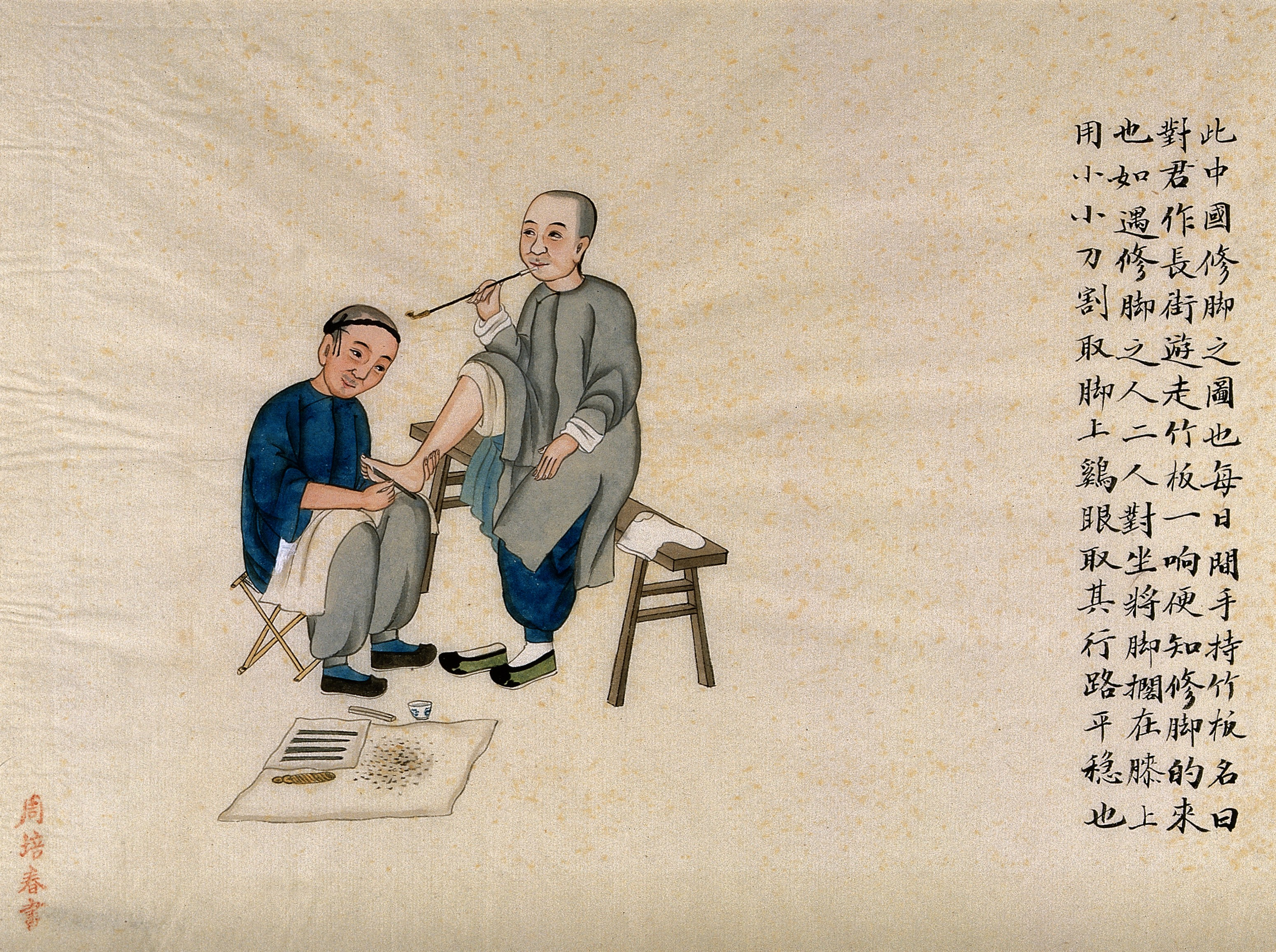
修脚图

修脚属民间传统技术，主要是修除厚甲、嵌甲、脚垫（胼胝）、鸡眼及后跟死皮等常见足部问题。
修脚在中国有很久的文化，深受大众的喜爱。根据中国区域大概分为南北两派，南方主要以扬州为代表，主要是刮，刮除足底死皮和脚趾间的糜烂死皮；北方主要以北京为代表，主要是修，修除厚甲、嵌入甲周组织的趾甲。目前在美容院、足疗会所及美甲店也有修脚服务，主要是修剪指甲、足底死皮等。
国家统计局修订了《国民经济行业分类》（GB/T 4754-2002）新增加了修脚服务，归属沐浴业。
2008年全国两会上，全国人大代表、扬州修脚师陆琴提交了《将修脚业从娱乐休闲行业调整为医疗保健行业》的提案。
2010年全国两会上，全国政协委员饶曼妮：建议给“脚病”单独设个科。
近些年有不少医生、护士从事此行业，还有部分公司引进国外先进的设备器械。